# Байрактаревич, Эсмир
Эсми́р Байракта́ревич (англ. Esmir Bajraktarević; 10 марта 2005, Аплтон, Висконсин, США) — американский и боснийский футболист, вингер клуба ПСВ и сборной Боснии и Герцеговины.

## Биография

### Клубная карьера
Байрактаревич провёл год в академии «Чикаго Файр» в сезоне 2019/20. Провёл сезон 2020/21 в академии «Уэйв» в Милуоки. Присоединился к академии «Нью-Инглэнд Революшн» в августе 2021 года. 21 августа дебютировал за «Нью-Инглэнд Революшн II», фарм-клуб «Нью-Инглэнд Революшн» в Лиге один ЮСЛ, в матче против «Саут Джорджии Торменты», выйдя на замену на 59-й минуте вместо Джона Белла. 11 сентября в матче против «Норт Каролины» забил свой первый гол за «Нью-Инглэнд Революшн II». 18 ноября Байрактаревич подписал профессиональный контракт с «Нью-Инглэнд Революшн II» на сезон 2022. 23 мая 2022 года Байрактаревич подписал с первой командой «Нью-Инглэнд Революшн» контракт по правилу доморощенного игрока до конца сезона 2025 с опцией продления ещё на один год. Дебютировал за «Нью-Инглэнд Революшн» 25 мая в матче ⅛ финала Открытого кубка США 2022 против «Нью-Йорк Сити». В MLS дебютировал 17 августа в матче против «Торонто», отыграв 22 минуты после выхода на замену вместо Джастина Ренникса. В межсезонье после сезона 2022 Байрактаревич тренировался с нидерландским клубом «АЗ Алкмар». 7 августа 2023 года в матче Кубка лиг против мексиканского «Керетаро» забил свой первый гол за «Нью-Инглэнд Революшн».

### Международная карьера
В 2022 году Байрактаревич дважды вызывался в сборную США до 20 лет, в тренировочные лагеря в январе и апреле.
В сентябре 2022 года Байрактаревич получил вызов в сборную США до 19 лет на турнир Кубок наций в Словении.
8 октября 2023 года Байрактаревич был вызван в сборную США до 23 лет для участия в тренировочном лагере, включавшем два матча со сборными Мексики и Японии.
5 января 2024 года Байрактаревич получил свой первый вызов в старшую сборную США, в ежегодный январский тренировочный лагерь. 20 января в товарищеском матче со сборной Словении, завершившем лагерь, он дебютировал за сборную США, выйдя на замену на 61-й минуте вместо Бернарда Камунго.

### Личная жизнь
Родившийся в США, Байрактаревич имеет боснийское происхождение, его семья из Сребреницы.

## Достижения
ПСВ
- Чемпион Нидерландов: 2024/25

## Статистика выступлений

### Клубная статистика
| Выступление             | Выступление      | Выступление      | Лига | Лига | Плей-офф | Плей-офф | Кубок | Кубок | Континент | Континент | Итого | Итого |
| Клуб                    | Лига             | Сезон            | Игры | Голы | Игры     | Голы     | Игры  | Голы  | Игры      | Голы      | Игры  | Голы  |
| ----------------------- | ---------------- | ---------------- | ---- | ---- | -------- | -------- | ----- | ----- | --------- | --------- | ----- | ----- |
| Нью-Инглэнд Революшн II | USL1             | 2021             | 11   | 1    | —        | —        | —     | —     | —         | —         | 11    | 1     |
| Нью-Инглэнд Революшн II | MLS Next Pro     | 2022             | 17   | 0    | —        | —        | —     | —     | —         | —         | 17    | 0     |
| Нью-Инглэнд Революшн II | MLS Next Pro     | 2023             | 8    | 6    | 1        | 2        | —     | —     | —         | —         | 9     | 8     |
| Нью-Инглэнд Революшн II | Итого            | Итого            | 36   | 7    | 1        | 2        | —     | —     | —         | —         | 37    | 9     |
| Нью-Инглэнд Революшн    | MLS              | 2022             | 3    | 0    | —        | —        | 1     | 0     | —         | —         | 4     | 0     |
| Нью-Инглэнд Революшн    | MLS              | 2023             | 13   | 0    | 0        | 0        | 2     | 0     | 1         | 1         | 16    | 1     |
| Нью-Инглэнд Революшн    | MLS              | 2024             | 0    | 0    | —        | —        | 0     | 0     | —         | —         | 0     | 0     |
| Нью-Инглэнд Революшн    | Итого            | Итого            | 16   | 0    | 0        | 0        | 3     | 0     | 1         | 1         | 20    | 1     |
| Всего за карьеру        | Всего за карьеру | Всего за карьеру | 52   | 7    | 1        | 2        | 3     | 0     | 1         | 1         | 57    | 10    |

Источники: Transfermarkt, Soccerway, Football Database EU.

### Международная статистика
| Команда | Год   | Игры | Голы |
| ------- | ----- | ---- | ---- |
| США     |       |      |      |
| 2024    | 1     | 0    |      |
| Всего   | Всего | 1    | 0    |

Источник: National Football Teams.